# 日本赤十字中央女子短期大学
日本赤十字中央女子短期大学（にほんせきじゅうじちゅうおうじょしたんきだいがく、英語: Japanese Red Cross Central Junior College for Women）は、東京都渋谷区広尾4-1-3に本部を置いていた日本の私立大学である。1954年に設置され、1988年に廃止された。

## 概要

### 大学全体
- 東京都渋谷区に所在した日本の私立短期大学で、設置主体は学校法人日本赤十字学園[注 1]。
- 日本赤十字女子短期大学の名称で1954年に開学し、入学定員は40名は開学当初から変わらず。
- 1985年度の入学生を最後に[注釈 2]、1988年に短期大学としての使命を終える[注釈 3]。

### 教育および研究
- 赤十字精神をベースに看護教育に特化していたところに特色がある。

### 学風および特色
- 赤十字グループ大学では最も設置が早い短大である。
- 赤十字の理想とする人道、博愛を基調とし歴史と伝統の上に、時代に即応した実践力と判断力のある看護婦教育を目指すことが教育の特色とされていた。

## 沿革
- 1890年
  - 日本赤十字社救護看護婦養成所が設置される[9]
- 1946年
  - 日本赤十字女子専門学校に改組。
- 1954年
  - 2月15日 左記を以て文部省[注 2]より短期大学の設置が認可される[注 3]。
  - 4月1日 日本赤十字女子短期大学（にほんせきじゅうじじょしたんきだいがく）として以下の学科体制にて開学[注 4]。
  - 5月1日 学生数[14]/定員
    - 看護科 44[注釈 4]/40
- 1958年
  - 5月1日 学生数[15]/定員
    - 看護科 120[注釈 4]/120
- 1966年
  - 4月1日 日本赤十字中央女子短期大学と改称[16]。
  - 5月1日 学生数[17]/定員
    - 看護科 140[注釈 4]/120
- 1975年
  - 4月 校舎の所在地を変更する[18]。
- 1985年
  - 4月1日 この年度で短期大学としての学生募集を最終とする[注釈 2]。
  - 5月1日 学生数[19]/定員
    - 看護科 147[注釈 4]/120
- 1986年
  - 5月1日 学生数[20]/定員
    - 看護科 105[注釈 4]/80
- 1987年
  - 5月1日 学生数[21]/定員
    - 看護科 56[注釈 4]/40
- 1988年
  - 12月22日 左記をもって正式に廃止となる[注釈 3]。

## 基礎データ

### 所在地
- 東京都渋谷区広尾4-1-3[注釈 1]

### 象徴
- 日本赤十字中央女子短期大学のカレッジマークは、言うまでもなく赤十字をイメージしたものとなっていた[注 5]。

## 教育および研究

### 組織

#### 学科
- 看護科 入学定員40名[注 6]

#### 専攻科
- なし

#### 別科
- なし

#### 取得資格について
受験資格
- 看護婦：看護学科[23]

### 研究
- 『日本赤十字中央女子短期大学研究紀要』[27]

## 大学関係者と組織

### 大学関係者一覧
歴代学長
- 都築正男

#### 出身者
- 阿保順子（看護学者）
- 石井トク（看護学者）
- 新道幸惠（看護学者）

## 対外関係

### 系列校
- 日本赤十字武蔵野短期大学

## 卒業後の進路について

### 就職について
- ほぼ全員が看護職として病院や医療機関などに就職。

## 関連サイト
- 学校法人日本赤十字学園：大学設置のあゆみ